# 931 Вайтмора
931 Вайтмора (931 Whittemora) — астероїд головного поясу, відкритий 19 березня 1920 року.
Тіссеранів параметр щодо Юпітера — 3,129.